# Árnyék (Marvel Comics)
Árnyék, valódi nevén Kurt Wagner a Marvel Comics képregényeinyek egyik kitalált szereplője, szuperhőse. A szereplőt Len Wein és Dave Cockrum alkotta meg. Első megjelenése a Giant-Size X-Men első számában volt 1975 májusában. Dave Cockrum eredetileg a DC Comics Szuperhősök Légiója nevű csapata számára készítette, éppen mielőtt a Marvelhez került. Árnyék első egyenruhája éppen ezért igen hasonlít az 1970-es években a Légiósok által hordott egyenruhák sémájára. Hogy a szereplő minél autentikusabb legyen, az írók gyakran tettek és tesznek ma is német szavakat Árnyék mondataiba. Az írók hiányos német nyelvtudása miatt azonban ezeknek a szavaknak gyakran rossz a helyesírása.
Árnyék mutáns, a második X-Men csapatának alapító tagja. Németországban született, ahol démoni külsejét, teleportációs képességét és hihetetlen akrobatikai ügyességét egy cirkuszi társulat tagjaként kamatoztatta. Árnyék mélyen hívő katolikus. Anyja Rejtély, aki Magnetóval való összetűzésében vesztette el Árnyékot, akire egy folyóban találtak rá későbbi nevelőszülei.